# Kjell Mattsson
Kjell Birger Mattsson, född 20 mars 1927 i Bollnäs församling, Gävleborgs län, död 22 december 2007 i Göteborg, var en svensk väg- och vattenbyggnadsingenjör.
Mattsson, som var son till byrådirektör Birger Mattsson och Estrid Magnusson,utexaminerades från Kungliga Tekniska högskolan 1954. Han blev ingenjör vid Bostadsstyrelsen 1954, byråingenjör vid Byggnadsstyrelsen 1957, fastighetsingenjör för Göteborgs förorter 1958, fastighetsdirektör där från 1962 samt verkställande direktör för Göteborgs och Bohus läns kommuners exploateringsbolag från 1962 och för Älvsborgs läns kommunala exploateringsbolag från 1963. Han var på 1970-talet överingenjör på fastighetskontorets saneringsavdelning i Göteborgs kommun och fastighetsdirektör där 1980–1986. Mattsson är gravsatt i minneslunden på Stampens kyrkogård i Göteborg.            